# Reinfeld-Hammer
Reinfeld-Hammer war eine von 1928 bis 1945 bestehende Landgemeinde in der preußischen Provinz Pommern.
Die Gemeinde wurde im Jahre 1928 gebildet: Im Rahmen der Auflösung der Gutsbezirke in Preußen wurden die Landgemeinde Reinfeld R, der Gutsbezirk Reinfeld R und der Gutsbezirk Hammer zu einer neuen Landgemeinde zusammengefasst, die den Namen „Reinfeld-Hammer“ erhielt. In der Gemeinde Reinfeld-Hammer wurden 363 Einwohner im Jahre 1933 gezählt, im Jahre 1939 waren es 568 Einwohner. Eigentümer des Rittergutes war Ernst Birnbaum. Sein Besitz umfasste 341 ha, davon 42 ha Wald.
Bis 1945 gehörte die Gemeinde Reinfeld-Hammer zum Kreis Rummelsburg in der preußischen Provinz Pommern. In der Gemeinde wurden amtlich die Wohnplätze Alt Fließhof, Bahnhof Reinfeld (Pom.), Eichhof, Gut Charlottenhof, Haferkamp, Hammer, Lindenhof und Reinfeld b. Rummelsburg i. Pom. geführt.
1945 kam die Gemeinde Reinfeld-Hammer, wie ganz Hinterpommern, an Polen. Die Einwohner wurden vertrieben. Heute gehören die Ortschaften zur Gmina Miastko (Gemeinde Rummelsburg) im Powiat Bytowski (Bütower Kreis).